# Harkortberg
Der Harkortberg ist ein 231,6 m ü. NHN hoher und rund 1,5 km langer Südausläufer des Höhenrückens Auf dem Heil im Ardeygebirge. Er liegt im Stadtteil Alt-Wetter von Wetter (Ruhr) im deutschen Bundesland Nordrhein-Westfalen. 
Die früher schlicht Wetterberg genannte Erhebung ist ebenso wie der auf ihr stehende Harkortturm nach dem Industriepionier Friedrich Harkort (1793–1880) benannt. Die alte Bezeichnung findet sich heute noch im Straßennamen Wetterberg wieder: Dieser zweigeteilte Weg am Westhang des Berges führt über einen Kilometer weit in den Wald hinein, im letzten Abschnitt als nicht öffentliche Forststraße. Auf dem Berg befindet sich ein Freizeitgelände mit Sportplätzen, einem Kletterwald und Aussichtspunkten, das über die öffentliche Straße Harkortberg erschlossen wird.

## Naturraum
Naturräumlich wird der Harkortberg zur Einheit der Südardeywände gerechnet. Sein flacher Gipfel befindet sich rund 350 m vom Harkortturm entfernt im Wald; er liegt in der Nähe des AVU-Wasserbehälters nördlich des Kletterwalds.
Im Osten und Süden umfließt die Ruhr den Berg in einem Bogen; im Osten ist der Fluss seit den 1930er Jahren zum Harkortsee aufgestaut. Die auch Kleff genannte Ostseite des Harkortbergs bildet einen Teil des Ruhrsteilhangs zwischen Herdecke und Wetter. 
Im Norden und Westen trennt der Einschnitt des Schnodderbachtals den Harkortberg von anderen Bereichen des bewaldeten Höhenrückens Auf dem Heil. Nur im Nordosten, etwa im Bereich der Gemeindegrenze zwischen Wetter und Herdecke geht er fließend in den Höhenrücken über. 
Die vorwiegend von Laub- und Laubmischwald bestandenen Bereiche des Bergs liegen fast vollständig innerhalb des gemeindeübergreifenden Landschaftsschutzgebiets Schede, Auf dem Heil, Rostesiepen, Kallenberg, Harkortberg, Harkortsee, Ruhrauen. 
Am Ruhrsteilhang, im Übergangsbereich zwischen Harkortberg und dem restlichen Höhenzug befindet sich das kleinräumige FFH-Gebiet Felsen am Harkortsee.

## Nutzung

### Wirtschaftliche Nutzung
Der Waldbestand am Berg wird seit Jahrhunderten forstwirtschaftlich genutzt, bis heute überwiegend in Form eines Altersklassenwalds. Die Artenzusammensetzung entspricht größtenteils der natürlichen Waldgesellschaft des Hainsimsen-Buchenwalds. Bei den weniger gut zugänglichen Beständen am Ruhrsteilhang handelt es sich nur bedingt um Wirtschaftswald, die dortigen Bestände gleichen eher einem Dauermischwald. Die ehemals im Bereich des heutigen Freizeitgeländes vorhandenen landwirtschaftlichen Nutzungen (Grünland, z. T. auch Ackerbau) wurden gegen Ende des 19. Jahrhunderts aufgegeben.
Außerdem wurden am Harkortberg früher Steinkohle und Ruhrsandstein abgebaut. Am nordöstlichen Bergfuß, an der Straße zwischen Wetter und Herdecke am Harkortsee, befindet sich das denkmalgeschützte Stollenmundloch der Zeche Vereinigte Eulalia. Teilweise aufgelassene Altsteinbrüche sind vor allem in den südwestlichen und südöstlichen Unterhangbereichen vorhanden. Ein größerer Steinbruch liegt im Schnodderbachtal, zwei kleinere liegen beispielsweise am Ruhrsteilhang unterhalb des Ehrenmals.

### Bebauung
Nach Süden hin weist der Harkortberg sein geringstes Hanggefälle auf. Die unteren Hangbereiche sind dort bis zu einer Höhe von etwa 200 m weitgehend geschlossen mit Wohngebieten Alt-Wetters bebaut. Am Südwesthang des Bergs schließt sich an die Wohnbebauung der etwa 5,2 Hektar große städtische Friedhof Gartenstraße an. Im Wald nördlich des Freizeitgeländes auf dem Harkortberg existiert die 2 Hektar große Kleingartenanlage des KGV Ostland mit rund 70 bebauten Parzellen.
Am Sunderweg, etwa 100 Meter südlich des Harkortturms, lassen sich noch Reste – eine Plattform im Gelände, Fundamentteile und Trockenmauern – einer im 20. Jahrhundert aufgegebenen Ausflugsgaststätte und die oberirdischen Teile einer heute verschlossenen Bunkeranlage aus dem Zweiten Weltkrieg erkennen. 
Der Bunker wurde in den letzten Kriegsjahren als Gaubefehlsstelle des NSDAP-Gaues Nr. 39 Westfalen-Süd und als Luftschutzzentrale fürs Gaugebiet genutzt. Er war Sitz des Gauleiters und Reichsverteidigungskommissars Albert Hoffmann. Errichtet wurde die im Juni 1943 in Betrieb genommene Gaubefehlsstelle von der Organisation Todt. Kurz vor Kriegsende wurde sie schließlich am 10. April 1945 aufgegeben und geräumt.

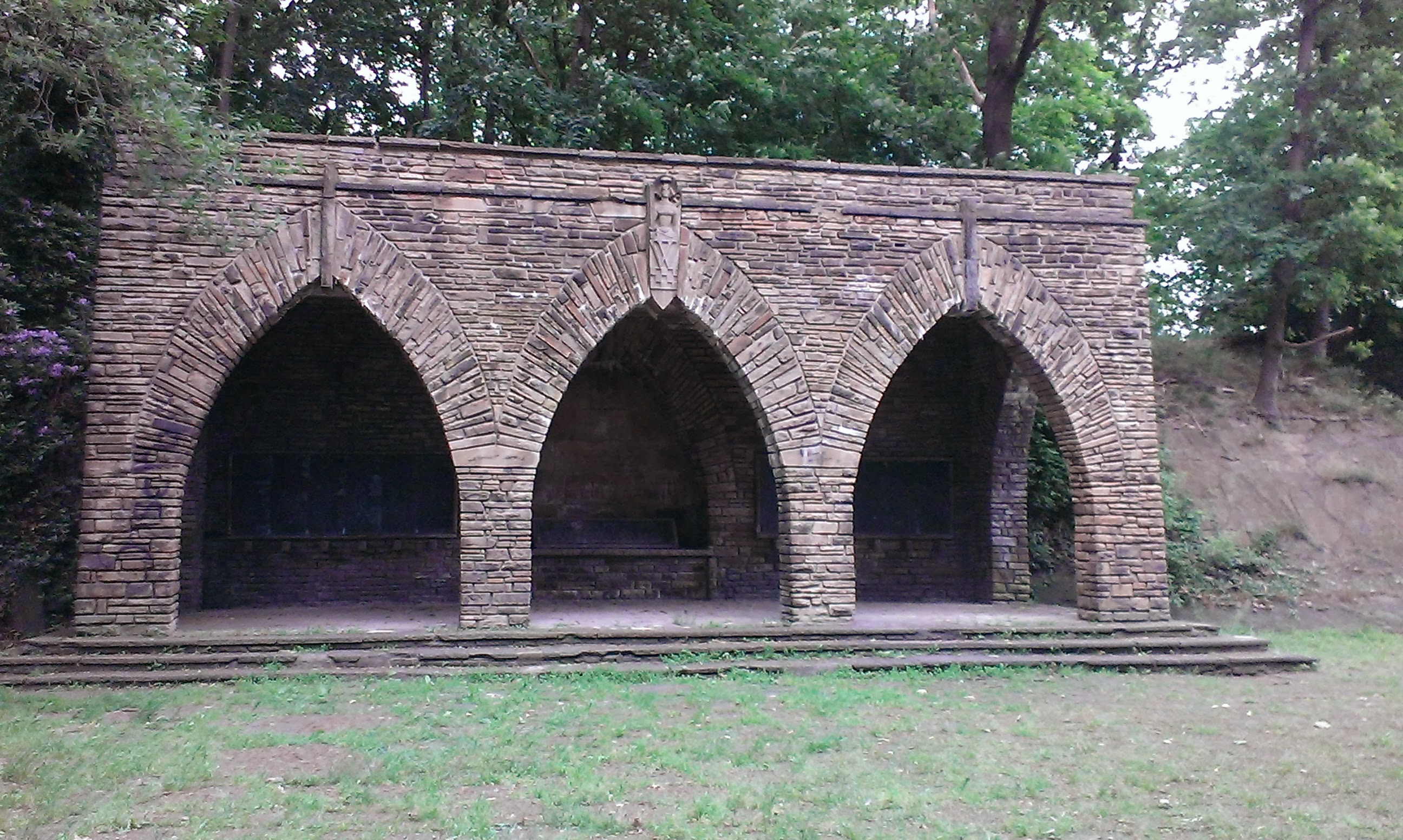
Ehrenmal am Harkortberg

Etwa 300 Meter südlich des Harkortturms, erreichbar über einen Weg an der Ecke Sunderweg/Ehrenmalweg, befindet sich ein von Hans Strobel entworfenes Ehrenmal für die Gefallenen des Krieges 1914–1918. Das Denkmal aus Ruhrsandstein wurde mit Spenden aus der Bürgerschaft (18.500 RM) verwirklicht und am 28. Juni 1931 eingeweiht. Zur frei zugänglichen Ehrenmalanlage gehört ein Aussichtspunkt, von dem aus sich ein guter Blick über den Harkortsee bietet.
In der Nähe des Ehrenmals liegt noch die in den Hang eingetiefte Schießbahn der ehemaligen Schützengesellschaft Wetter 1911. Das Schützenheim wurde nach Vereinsauflösung 2008 im Jahr 2011 abgerissen.

### Freizeitnutzung
Auf der Bergkuppe befindet sich das Freizeitgelände „Harkortberg“, zu dem über 100 öffentliche Parkplätze gehören. Mit dem ÖPNV ist der Harkortberg nur durch eine Bürgerbuslinie erreichbar. Das Freizeitgelände und der anschließende Waldbereich werden intensiv für Sport und Naherholung genutzt. Über den Berg führen mehrere Wanderwege, u. a. der historische Ruhrhöhenweg und der lokale Harkort-Weg. 

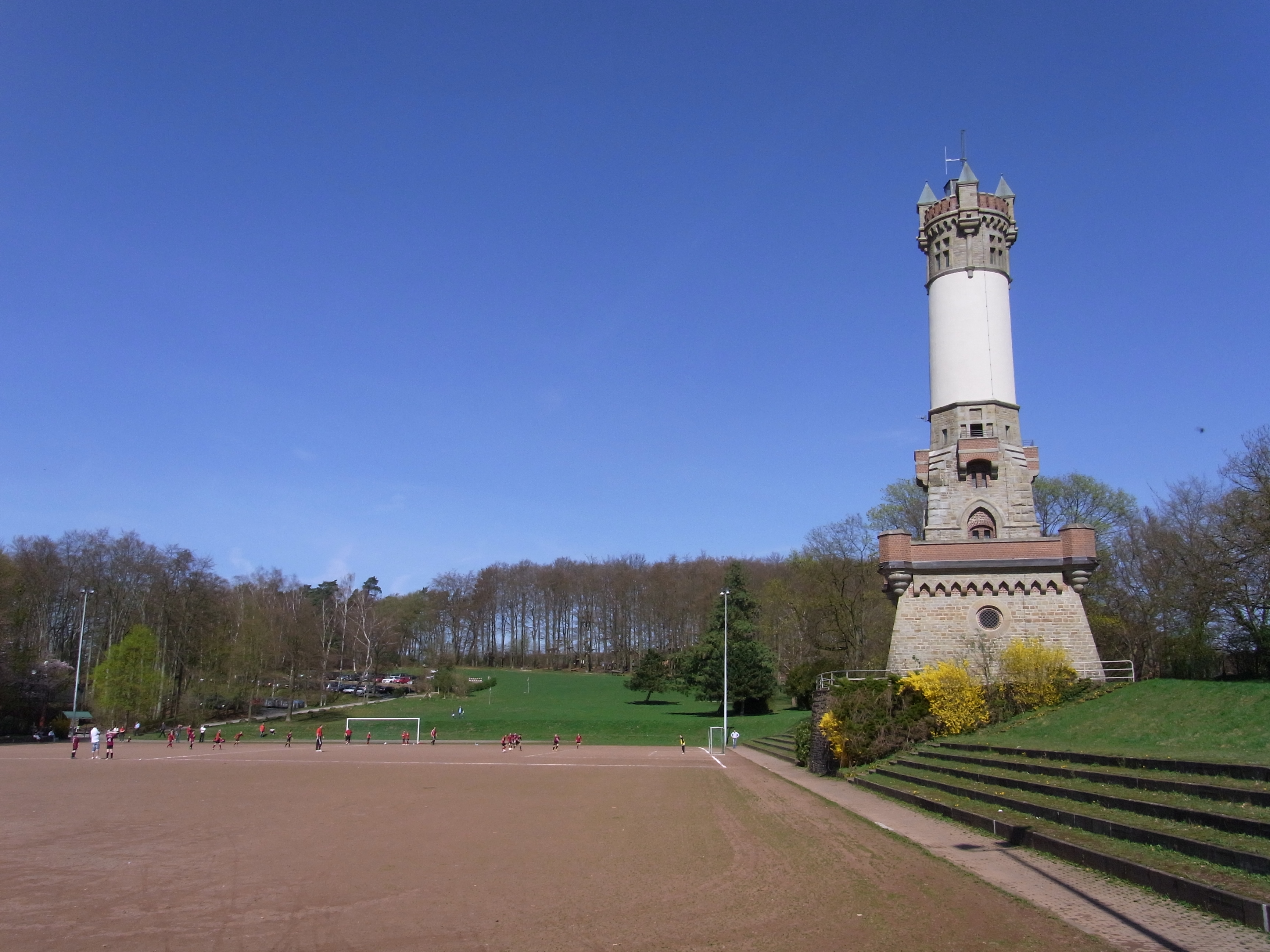
Sportplatz und Harkortturm auf dem Harkortberg, der Gipfelbereich liegt hinterm Wald in der Bildmitte

Das Freizeitgelände wird dominiert vom 1884 eingeweihten Harkortturm, einem weithin sichtbaren Wahrzeichen der Stadt Wetter. Der zeitweise geöffnete Aussichtsturm bietet – ebenso wie eine 2008 neu eingerichtete und etwa 150 Meter nördlich gelegene Aussichtsplattform – einen guten Panoramablick übers Ruhrtal. 
Auf dem Turmplatz, einem Rotascheplatz direkt am Harkortturm, gibt es freie Möglichkeiten für sportliche Betätigung. Der nördlich anschließende Rasenhang dient je nach Wetter vor allem als Liege- und Picknickwiese oder als Rodelhang.
Zwei weitere Sportplätze stehen vorwiegend dem Schul- und Vereinssport zur Verfügung. Das Waldstadion ist zugleich Leichtathletik-Kampfbahn und Fußballfeld. Betreut wird es vom Fußballverein FC Wetter 10/30, der dort in seinem Sportlerheim Zum Berggeist auch eine kleine Gastronomie betreibt. Der benachbarte Sportplatz der Turngemeinde Harkort 1861 hingegen ist eine einfache Rasenfläche. In ihrem Vereinsheim „Waldschänke“ bietet die TGH Wetter ebenfalls zu bestimmten Zeiten ein kleines gastronomisches Angebot an.
Eine sportliche wie touristische Attraktion ist der am 5. Juli 2008 eröffnete Hochseilklettergarten Kletterwald Wetter. Er befindet sich im Buchenhochwald nördlich des Harkortturms. 
Auf dem Freizeitgelände finden regelmäßig wie unregelmäßig Veranstaltungen statt. Dazu gehören neben dem jährlichen Osterfeuer insbesondere Sportveranstaltungen, die von den ortsansässigen Vereinen ausgerichtet werden, v. a. Fußballturniere und Leichtathletikwettkämpfe. 
Von überregionaler Bedeutung ist das Harkortbergfest, ein Bergturnfest, das am 13. August 1886 zum ersten Mal auf dem Alten Stamm genannten Bereich am Harkortturm stattfand. Sein Vorläufer war das Sonnensteinfest, das von 1881 bis 1885 auf dem Sonnenstein im benachbarten Herdecke ausgerichtet wurde. 
Im 20. Jahrhundert wurde das Harkortbergfest zeitweise nicht auf dem Berg, sondern an anderen Orten in der Stadt abgehalten (1946–1950 auf dem Sportgelände am Harkortsee und 1980 im Schulzentrum Oberwengern). Im Sommer 2006 wurde das 125-jährige Harkortbergfest durchgeführt.

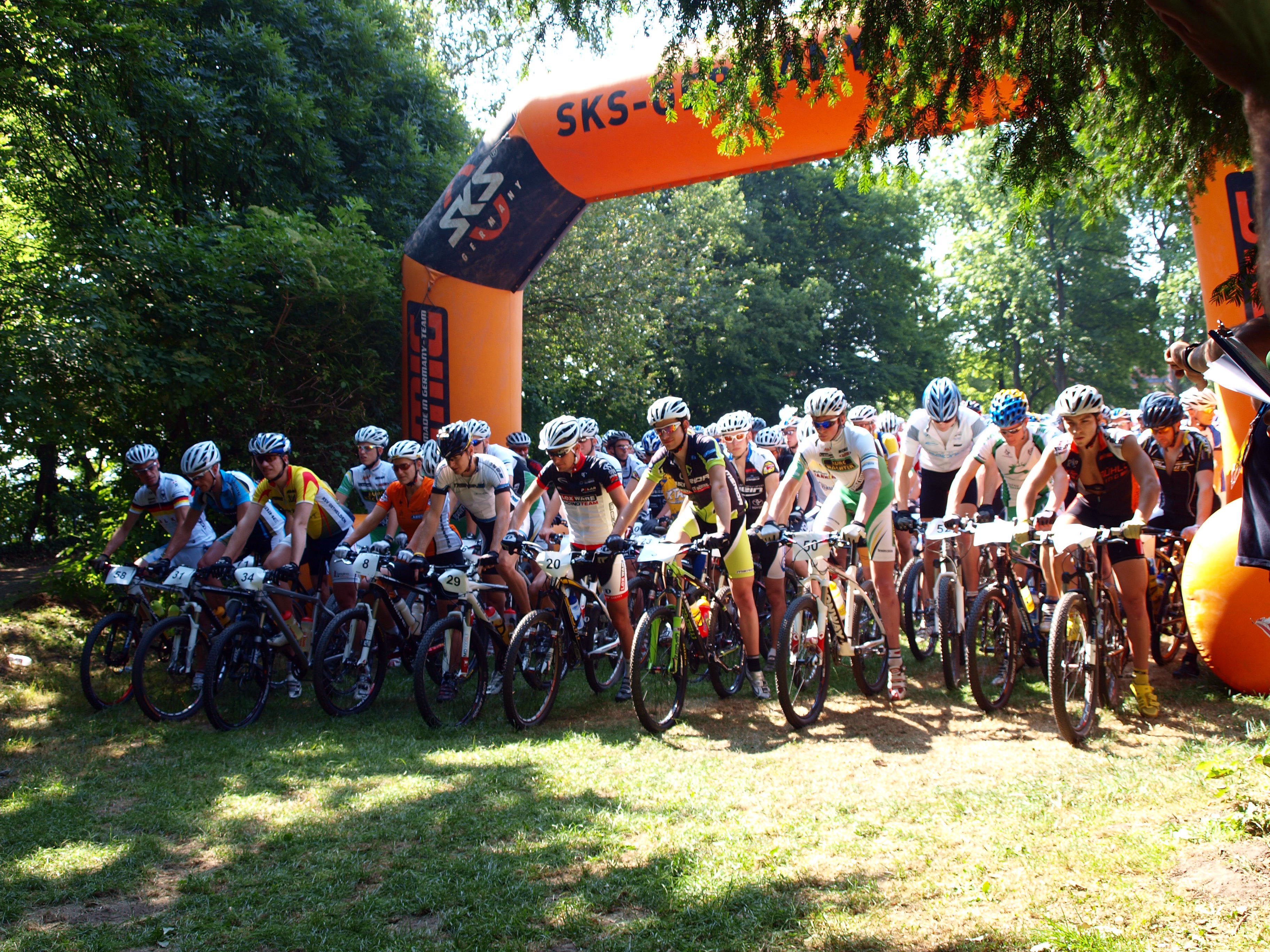
Marathon-Start beim Ruhrbike-Festival 2010 auf dem Harkortberg

Seit Anfang des 21. Jahrhunderts werden auf dem Harkortberg Mountainbike-Wettkämpfe ausgetragen; bekannt ist das Ruhrbike-Festival. 2007 war Wetter Austragungsort der Deutschen MTB-Meisterschaften in der Cross-Country-Disziplin. Mehrere Rennen der MTB-Bundesliga fanden bereits auf dem Berg statt. Für diese Veranstaltungen werden auf dem Harkortberg und in den umgebenden Wäldern überwiegend vorhandene Waldwege als Rennstrecken genutzt. An einigen Stellen werden auch Querfeldeinabschnitte eingerichtet, z. B. für Passagen höherer Schwierigkeitsgrade. Diese Abschnitte bedürfen jedoch immer einer gesonderten landschafts- und forstrechtlichen Genehmigung und müssen im Anschluss wieder in ihren Ursprungszustand zurückversetzt werden. Außerhalb der offiziellen Mountainbike-Rennen ist das Radfahren im unter Landschaftsschutz stehenden Wald am Harkortberg gemäß § 3 LFoG NRW nur auf Straßen und festen Wegen erlaubt.